# Gemeinschaft und Gesellschaft
Gemeinschaft und Gesellschaft ist eine Schrift des deutschen Soziologen und Nationalökonomen Ferdinand Tönnies, die erstmals 1887 erschien. Es ist das erste als solches bezeichnete soziologische Werk eines deutschen Autors und zugleich ein theoretisches Grundlagenwerk.

## Überblick
Tönnies unterscheidet auf theoretischer Ebene zwischen zwei Arten kollektiver Gruppierungen kraft gegenseitiger „Bejahung“ der sozial Handelnden: „Gemeinschaft“ einerseits, „Gesellschaft“ andererseits. Diese Unterscheidung basiert auf seiner Annahme, dass es für den Einzelnen nur zwei Grundformen willentlicher Bejahung der Anderen geben kann. Diese „Bejahung“ ist für Tönnies das Grundproblem und das Thema (der Erkenntnisgegenstand) der Soziologie.
Der Wille zur Bejahung kann analytisch in genau zwei Formen erscheinen:
als gemeinschaftlicher Wesenwille
Fühlt sich der Einzelne als Teil eines größeren sozialen Ganzen, dann orientiert er sein Handeln an diesem übergeordneten Zweck. Denken und handeln alle so, ist er einem Kollektiv als einer „Gemeinschaft“ zugehörig. Die Form des Willens, welcher die Gemeinschaft bejaht, heißt bei Tönnies „Wesenwille“. Beispiele wären die Deichgenossenschaft, das Dorf oder eine Kirche.
als gesellschaftlich orientierter Kürwille
Oder aber der Einzelne bedient sich der Anderen auf instrumentelle Weise, sie sind ihm Mittel zu seinen eigenen individuellen Zwecken. In diesem Fall hat er am Kollektiv als an einer „Gesellschaft“ teil. Diese nur über eine historische Phase der Individualisierung zur allgemeinen Geltung gelangende Form des Willens heißt bei Tönnies „Kürwille“. Beispiele wären die Aktiengesellschaft, der neuzeitliche Staat oder die „Gelehrtenrepublik“.
Die „Gemeinschaft“ genügt sich selbst (kann aber durchaus Wachstum anstreben); die „Gesellschaft“ ist ein Instrument (der Akteur kann es weglegen).
Die These, dass sich die menschliche Gemeinschaft des Altertums zu einer neuzeitlichen Gesellschaft entwickelt habe („from status to contract“), geht auf die Schrift Ancient Law des Rechtshistorikers Henry Sumner Maine von 1861 zurück. Tönnies hat Passagen des Textes in Gemeinschaft und Gesellschaft übersetzt und bietet selbst eine eigene soziologische Entwicklungstheorie an.

## Theoretische Grundlegung
„Gemeinschaft“ und „Gesellschaft“ werden in der Welt der Begriffe rein theoretisch, d. h. als axiomatische, von Tönnies so genannte „Normaltypen“ entfaltet. Nach Tönnies sind sie als reine Begriffsbildungen von der Welt der sozialen Wirklichkeit strikt zu unterscheiden. Das bedeutet unter anderem, dass sie als begriffliches Gegensatzpaar theoretisch, d. h. im Feld der „Reinen Soziologie“, unvereinbar sind, während man sie in der Wirklichkeit, d. h. im Feld der „Angewandten Soziologie“, nicht anders als gemischt antrifft.

### Theorie der „Gemeinschaft“
(§ 1) Der „gemeinschaftliche“ Wille (Wesenwille) der Akteure hat seine natürliche Verankerung in 1) dem Verhältnis von Mutter und Kind, 2) der Beziehung zwischen den Ehegatten und 3) zwischen den Geschwistern. Dabei ist die Geschwisterliebe für Tönnies die höchste Form, da sie nicht instinktiv ist, sondern auf Gedächtnis und gemeinsamer Erinnerung basiert.
(§ 2) Die Einheit des Willens sieht Tönnies auch dann gegeben, wenn es in der „Gemeinschaft“ einen Vorstand gibt. So begründet das Vatertum eine gemeinschaftliche Form der Herrschaft, die nicht auf der Verfügung und dem Gebrauch zum Nutzen des Herrn basiert, sondern auf Erziehung und Lehre als Vollendung der Erzeugung. Diese Form hat sich aufgrund materieller Notwendigkeiten (der Mann kämpft um Arbeit außerhalb des Hauses) gegenüber dem Matriarchat bewährt.
(§ 3) Gemeinschaftliche Verhältnisse finden ihr Gleichgewicht zwischen Genuss und Arbeit, also dem, was der Andere einem entgegenbringt, und dem, was man selbst dafür zu leisten hat. Dabei gibt es eine gewisse Arbeitsteilung zwischen den Geschlechtern, den geistig oder körperlich Begabten usw., so dass man einander ergänzt.
(§ 4) Wenn es um herrschaftliche Verhältnisse geht, dann kann ein Genuss auch im treuen Dienen liegen, genauso, wie der Stärkere Zärtlichkeit gegenüber den Schwachen empfindet und in sich die Lust zu helfen verspürt. Diese beiden Kräfte bedingen den gegenseitigen Ausgleich.
(§ 5) Der überlegenen Kraft, die zum Wohle ihrer Untergebenen handelt, kommt Würde zu. Diese kann sich auf dreifache Weise ausprägen: als Würde des Alters, der Stärke und der Weisheit. Bezüglich der Lebensgemeinschaft im Hause vereinigen sich diese drei Arten in der Rolle des Vaters. Ihr korrespondiert auf Seite der Untergebenen die Ehrfurcht. Sie ehrt den Stärkeren und ist damit von der bloßen Furcht vor dessen würdeloser Autorität zu trennen.
(§ 6) Tönnies unterscheidet drei Arten der Gemeinschaft: Die „des Blutes“ (Verwandtschaft), „des Ortes“ (Nachbarschaft) und „des Geistes“ (Freundschaft), wobei letztere die menschlichste ist, weil am wenigsten instinktiv und durch bloße Gewöhnung entstanden. Den drei Gemeinschaftsformen entsprechen drei historische Örtlichkeiten, in denen sie vorzugsweise auftreten: das Haus bei der Verwandtschaft, das Dorf bezüglich der Nachbarschaft und die Stadt, in der man gleichgesinnte Freunde trifft.
(§ 7) So wie die väterliche Liebe des Hauses eine frühe natürliche Form gibt, hat man sich auch die Würde des Fürsten vorzustellen („herzogliche Funktion“), oder allgemein die eines Vorgesetzten, also beispielsweise eines Meisters gegenüber seinen Lehrlingen. Die Würde des Alters hat eine „richterliche Funktion“, denn der Greis kann als ruhiger Beobachter mit seiner Erfahrung die Händel der Jungen beilegen. Die „priesterliche Funktion“ ist hingegen eine Form der Weisheit, von der geglaubt wird, dass sie sich über die menschlichen Beziehungen hinaus zum Göttlichen in Beziehung setzen wird. Jede „Gemeinschaft“ ist auf diese drei Formen zwecks gegenseitigen Ausgleichs angewiesen.
(§ 8) Jede Würde kann als ein Dienst an der Gemeinschaft angesehen werden und jeder Dienst an der Gemeinschaft hat seine ihm eigene Würde. Rechte und Pflichten sind korrespondierende Seiten derselben Sache. Allerdings kann es selbstverständlich zu einer realen Ungleichheit in der Gemeinschaft kommen, welche jedoch nur bis zu einem gewissen Grade vorkommen kann, da ansonsten die Gemeinschaft nicht mehr als eine solche existiert.
(§ 9) Gegenseitig-gemeinsame und verbindende Gesinnung, als einigender Wille ist das, was Tönnies als Verständnis bezeichnet. Gegenseitiges Verstehen basiert also darauf, zu sehen, dass alles, was dem Sinne eines gemeinschaftlichen Verhältnisses gemäß ist, für es einen Sinn hat – es wird verstanden (es „ergibt Sinn“), weil es der Gemeinschaft dient. Hierzu ist eine intime Kenntnis voneinander nötig. Das Organ des Verständnisses ist die Sprache. Es wird nicht erst etwas verstanden und dann das Verstandene versprachlicht, sondern das (gegenseitige) Verstehen vollzieht sich in der Sprache selbst. Die Sprache ist also kein verabredetes Zeichensystem, sondern entspringt Trautheit, Innigkeit und Liebe, wie zwischen Mutter und Kind die Muttersprache.
(§ 10) Theorien, die die Sprache als verabredetes Zeichensystem begreifen, basieren auf neuzeitlichen „gesellschaftlichen“ Verhältnissen, in welchen Angelegenheiten über Absprachen organisiert werden. Wahres Verständnis hingegen, wie es sich zwischen den Ehegatten findet, ist schweigend, weil sein Inhalt unaussprechlich, unendlich und unbegreiflich ist. Eintracht und Verstehen sind außerdem natürlich gegeben, können also nicht „gemacht“ werden, wie etwa eine Verabredung getroffen werden kann, oder ein Vertrag geschlossen werden kann.
(§ 11) Gemeinsame Güter einer „Gemeinschaft“ zerfallen in zwei Kategorien: Besitz und Genuss, wobei ersteres die dauerhaften Güter meint, letzteres die Verbrauchsgüter. Dabei ist der Übergang fließend, so kann die Jagd, welche das Tier tötet, um es gänzlich zu verwerten, dadurch überflüssig gemacht werden, dass durch Tierhaltung und -zucht nur die sich erneuernden Erzeugnisse eines Tieres verbraucht werden. Eine solche Schonung verleiht den Dingen ihre Würdigkeit.
(§ 12) Die „Gemeinschaft“ ist die ursprüngliche, d. h. von Natur gegebene, Form des Zusammenlebens. Erst mit der Zeit rücken kleinere Gruppen an ihren Rand, wo sie neue Gemeinschaften bilden. So bildet sich eine Vielzahl von verschiedenen Zentren, deren Selbstständigkeit sich dadurch auszeichnet, dass diese ein Haupt in Bezug auf seine Glieder bilden. So entspricht jede dieser neuen Gemeinschaften der ursprünglichen Form des Hauses, weshalb das Studium der „Gemeinschaft“, das des Hauses genannt werden kann.
(§ 13) Dieses häusliche Leben ist nach drei Schichten organisiert: Im Zentrum stehen Herr und Frau, im zweiten Ring die Nachkommen und im dritten die Knechte und Mägde. Tönnies verwahrt sich gegen Vorurteile gegenüber dem Stand des Knechtes und er kann für ihn sogar der „Kindschaft“ ähnlich werden, wenn er nämlich durch moralische Beschaffenheit, aus Anteil an Freud und Leid der Familie seinem Herrn die Ehrfurcht des altersreifen Sohnes zollt und das Vertrauen eines Ratgebers genießt. Sodann ist er seiner moralischen Beschaffenheit nach ein freier Mensch, wenn er es auch nicht dem rechtlichen Stande nach ist.
(§ 14) Die gemeinschaftliche Haushaltung hat als Symbol den Herd und die Tafel. Geht jeder zuvor arbeitsteilig seinem Werke nach, so vereint die Tafel alle wieder. Im Haus wird geteilt, während hingegen der Tausch dem Wesen des Hauses widerspricht. Tausch vollzieht sich nur nach außen hin, wenn das Haus als Ganzes seine Überschüsse mit anderen Häusern in der Dorfgemeinschaft tauscht.
(§ 15) Auch zwischen Stadt und Land findet ein (Aus)tausch statt, wenn nämlich die Stadt seltene Waren produziert, aber zugleich auf die Lebensmittel vom Lande angewiesen ist. In der Stadt selbst – diese als „Gemeinschaft“ gedacht – ist Wettbewerb zu vermeiden, ebenso wie Monopolisierung. Als geeignetes Bevölkerungsverhältnis zwischen Stadt und Land, nennt Tönnies 1:10.
(§ 16) Der Feudalismus entwickelte sich für Tönnies aus der Gemeinschaft, in welcher die Abstammung von den Ahnen einer bestimmten Familie zugesprochen wird, die diesen in direkter Linie nachfolgt. Nach und nach kommen dieser Familie dann wirtschaftliche Bevorteilungen zu, bis letztendlich ihre Gefolgschaft und Bediensteten so zahlreich sind, dass sie selbst wieder Land bewirtschaften müssen. Hält man sie weiterhin in Abhängigkeit, geht daraus die Leibeigenschaft hervor, welche Tönnies als Ende der Gemeinschaft ansieht. Auch die Pacht hebt diesen Riss nicht auf, da sie die Leibeigenschaft lediglich monetarisiert.
(§ 17) Werden in der Dorfgemeinschaft gemeinsame Besitzgüter (Äcker, Wiesen usf.) verteilt, so sind Tausch, Kauf, Vertrag und Satzung von untergeordneter bis verschwindender Bedeutung. Soll über die Nutzung dieser Güter entschieden werden, so wird man sich vielmehr an der Idee der naturgemäßen Verteilung orientieren, die eine Allmende nach Gesichtspunkten des gemeinsamen Nutzens in temporäre Parzellen aufteilt. Das Nachbarrecht diente ursprünglich der Genossenschaftsidee und nicht einem individuellen Eigentum.
(§ 18) Für die Stadt kann diese Idee nicht gelten, ihr kommt eher ein geistiges Gemeinschaftsgut zu (vgl. Polis). Sie bringt kraft ihres gemeinsamen Sinns und Geistes in der Kunst gefällige und harmonische Formen hervor. Als Kunst dient das Handwerk der Gemeinschaft, wenn etwa Baukunst Mauern, Türme und Tore für Rathäuser und Gotteshäuser der Stadt errichtet. Kunst und Handwerk stehen in engem Zusammenhang mit der Religion, wenn sie dieser eine sinnliche Form verleihen. Die Götter nämlich symbolisieren das der Gemeinschaft Dienliche: Tugend, Tüchtigkeit, Güte. Die Priester sind daher die Prediger der Tugenden. Dieser Zusammenhalt ist für die Stadt bei all ihrer Buntheit eine große Aufgabe. Er wird flankiert durch einen vernünftigen Warenaustausch, der nichts Schädliches in die Stadt hinein lässt und dafür sorgt, dass keine Güter, welcher die Stadt selber bedarf, hinaus gebracht werden.

### Theorie der „Gesellschaft“
(§ 19) Die Theorie der „Gesellschaft“ ist eine ideelle Konstruktion im Sinne normaltypischer Verhältnisse. „Gesellschaft“ ist ein Kreis von Menschen, die voneinander wesentlich getrennt sind, während sie in der „Gemeinschaft“ wesentlich miteinander verbunden waren. Handlungen in einer Gesellschaft erfolgen daher nicht im Hinblick auf eine vorhandene Einheit oder ein Gemeinwohl, sondern entspringen dem je eigennützigen Einzelwillen (Kürwillen). Tut jemand etwas für einen anderen, so verlangt er dafür eine Gegenleistung: diese muss nicht gleich der von ihm erbrachten Leistung sein, sondern möglichst besser. Damit ein solcher Tausch von Leistungen überhaupt stattfinden kann, ist Bedingung, dass es keine absoluten und gemeinsamen Werte gibt, sondern die Objekte des Tauschs für den einen mehr und für den anderen weniger Wert haben. Gleichwohl kann sich in der Gesellschaft ein höchster Wert etablieren, dieser ist jedoch nur Fiktion kraft der Vorstellung aller Mitglieder einer Gesellschaft. Ein solcher höchster Wert ist das Prinzip des Tausches. Im Tausch wechselt eine Ware ihren Besitzer und steht während der Dauer dieser „Transaktion“ gewissermaßen unter beider Subjekte Verfügung. Hier eröffnet sich also ein Gebiet, in dem eine Sache nicht mehr ihrem ursprünglichen Nutzen nach verwendet wird (Schuhe zum Gehen), sondern als Objekt zum Tausch, die Sache bekommt einen sozialen Wert. Damit der „Tausch“ in der Gesellschaft funktioniert, muss er von allen anerkannt werden, er ist Inhalt des sozialen Willens. Der Tausch wird somit zur sozialen Realität, in der der Tauschwille aller Mitglieder einer Gesellschaft allgemein und öffentlich wird. Werden Waren getauscht, so stehen sie im Verhältnis zu diesem Tauschwillen aller, d. h. sie haben keinen absoluten Wert mehr, nach dem sie bewertet werden, sondern ihr Wert ist je und je relativ.
(§ 20) „Wert“ kann daher nicht mehr als „objektiv“ vorgestellt werden, denn es gibt kein (objektives) Gemeinschaftswohl mehr, das als Maßstab dienen könnte. Er kann aber auch nicht als „subjektiv“ gedacht werden (die Schuhe sind für mich nützlich zum Gehen), denn dann würde der Besitzer sie ja nicht eintauschen. Damit eine Sache getauscht werden kann, müssen ihre Eigenschaften als Sache dem Besitzer also gleichgültig werden. Ihr Wert wird damit ein reiner Tauschwert. Als solcher reicht es dann für eine Sache, damit sie gesellschaftlichen Wert bekomme, wenn sie einer Partei des Tausches einen Vorteil bringt: der Branntwein schadet dem Arbeiter, nützt aber dem Branntweinhersteller. Damit wird eine produzierte Sache nicht nach ihrer Nützlichkeit gemessen, sondern, da sie nur zum Tauschen produziert wurde, anhand dessen, wie schnell und günstig sie hergestellt werden kann. Umgekehrt wird jede Sache, die sich in der „Gesellschaft“ findet, mit einem Kaufpreis gedacht werden müssen. Damit sind alle möglichen Beziehungen in der Gesellschaft im Tausch als zwischenmenschliche zu sehen, und es gibt kein (höheres) Wesen, welches sich darüber stellen könnte. Die Natur wird zum Rohstoff und Materiallager für die zu produzierenden Produkte. Zentraler Maßstab wird die zu ihrer Herstellung benötigte Arbeitszeit. Arbeit ist in der „Gesellschaft“ nicht eine der Natur nach „gemeinschaftliche“ Sache, die dann aufgeteilt wird, sondern sie liegt von vornherein in Stücken vor, die von einzelnen Mitgliedern ergriffen werden können. Da die Mitglieder somit Dinge produzieren, die für sie nicht unmittelbar von Nutzen sind, sind sie auf den Tausch angewiesen, um das für sie Unnütze in etwas für sie Nützliches zu tauschen.
(§ 21) Geld ist eine Ware, es ist die allgemeinste Ware. Ihr Wert entsteht allein durch Anerkennung aller Mitglieder einer Gesellschaft. Zwar kann es in Form von Edelmetallmünzen einen Wert für sich haben, aber wie das Papiergeld zeigt, ist dies nicht nötig: Papiergeld ist an sich wertlose Ware. Da Geld an sich wertlos ist, möchte ein jeder es nur zum Eintausch haben. Damit es ein anderer annimmt, muss er darauf vertrauen, dass er es wieder mit derselben Wirkung loswird.
(§ 22) Der einigende Wille im Tausch heißt Kontrakt und ist der Überschneidungspunkt zweier Einzelwillen. Im Kontrakt wird von beiden Seiten ein Versprechen gegeben, dass gleich oder zu einem späteren Zeitpunkt Waren ausgetauscht werden. Der Kontrakt gibt also das Wort statt der Ware. Mit dem Wort hat der Käufer das volle Recht auf die Ware erworben. Dies ist deshalb so, weil die Gesellschaft als Ganze im Voraus das Prinzip des „Kontraktes“ akzeptiert und festschreibt: Das Prinzip muss nicht in jedem einzelnen Fall wieder festgeschrieben werden, sondern es gilt im Sinne des Rechts.
(§ 23) Ein besonderer Kontrakt ist jener, in dem eine Seite die Ware abgibt, ohne zunächst Geld dafür zu nehmen: der Kredit. Wird hingegen Geld gegen Kredit verkauft, spricht man vom Darlehen. Das Versprechen des Kontraktes dient in diesem Fall als Geldsurrogat. Wird Geld gegen Kredit verkauft (d. h. auf Kosten von Zinsen verliehen), treten die „gesellschaftlichen“ Verhältnisse am deutlichsten hervor. Denn in diesem Fall wird überhaupt kein konkreter Gegenstand mit Nutzwert ausgetauscht. Mit dem Darlehen entsteht für den Schuldner eine Obligation, bis zum Zeitpunkt der Rückzahlung des Geldes Zinsen zu zahlen. Die Obligation wiederum kann auch als Ware weiter verkauft werden. Sie ist im Sinne des Tauschwerts die perfekte Ware, denn sie verschleißt oder verdirbt nicht. Allerdings wohnt ihr ein Widerspruch inne, denn es bleibt unsinnig, wie der bloße Besitz einer Ware (der Obligation) Geld einbringen kann, ohne dass die Ware selber zum Tausch hingegeben wird.
(§ 24) Beim Tausch kann statt mit einer Sache mit einer Leistung, also mit Arbeit bezahlt werden. Sodann wird die Arbeit zur Ware. Da die Ware Arbeitskraft nicht sofort getauscht wird, sondern über eine gewisse Zeit hinweg, kann es nötig sein, dass der Gläubiger sie beim sich verweigernden Schuldner erzwingen muss. Schließen sich zu diesem Zweck mehrere Gläubiger zusammen, entstehen Sozietäten, Vereine, Verbindungen usf. Sie sind selber als neue gesellschaftliche Subjekte anzusehen, die als einziges Interesse die Einhaltung eines jeden Kontrakts vertreten. Ihr Zusammentreten ist nur momentan, die Willen der Einzelnen überschneiden sich im gemeinsamen Interesse. So entsteht trotz grundsätzlich getrennter Willen dennoch ein gemeinsames Gebiet. Damit eine solche Organisation handlungsfähig ist, muss sie die Freiheit ihrer einzelnen Mitglieder regeln, d. h. aufteilen. Regeln, die das Zusammenspiel der einzelnen Mitglieder koordinieren, heißen gesellschaftliche Konventionen. Sie werden von den Einzelnen anerkannt, da sie dem Nutzen ihres Zusammenschlusses dienen und dieser wiederum ihrem eigenen.
(§ 25) Die bürgerliche Gesellschaft ist eine Tauschgesellschaft. Sie ist zu denken als eine faktisch ständig in Entstehung begriffene und nominell als anzustrebende. Ihr Ideal ist die Überwindung aller Grenzen und der Einbezug aller Menschen in den Tauschhandel sowie die Ausdehnung des Systems an gesellschaftlichen Konventionen auf alle Mitglieder. Damit ist sie der Idee nach unbegrenzt und findet ihr Symbol in der Erdkugel. Da jede Person in diesem System lediglich ihren eigenen Vorteil erstrebt und die anderen nur bejaht, wenn sie selbst einen Vorteil davon hat, kann das Verhältnis aller zu allen als potentielle Feindseligkeit oder latenter Krieg aller gegen alle angesehen werden. Denn ein jeder ist Käufer und Verkäufer und damit darauf bedacht, sich das Eigentum des Anderen anzueignen. Zwar wird auch kooperiert, dies jedoch meist nur, um einen gemeinsamen Gegner zu besiegen. Der Umgang miteinander ist durch die Höflichkeit bestimmt, d. h. man versucht, dem anderen zu schmeicheln, weil man dafür eine Gegenleistung erwartet – der Schein überdeckt die Wahrheit. Zusammen kommt man nur, da sich beider Interessen auf Gegenstände beziehen. Damit ist das Verhältnis ein vermitteltes, während es in der „Gemeinschaft“ ein unvermitteltes, direktes, leibliches ist und die Beziehung durch lebendige Worte und Taten bestimmt ist. Zugleich übernimmt in der „Gesellschaft“ der Staat die Rolle der rechtlichen Vermittlung, weshalb er eine bloße Folge der ökonomischen Gesellschaft ist.
(§ 26) Der Prozess der Gesellschaft bedingt mehrere Übergänge: von der Hauswirtschaft zur allgemeinen Handelswirtschaft, vom Vorherrschen des Ackerbaus zum Vorherrschen der Industrie. Hiermit verbunden ist die Erscheinung des Verkehrs, wenn dieser nämlich zur Ausweitung der Handels- und Produktionszone notwendig ist. Nach und nach wird ein immer größerer Teil des Landes hierdurch erreicht und gleicht sich den neuen „gesellschaftlichen“ Verhältnissen an. Damit werden aber zugleich alle vorigen Beziehungen und Qualitäten zwischen Menschen und Dingen hauptsächlich unter dem Aspekt des Tauschwertes gesehen. Das Endstadium dieser Ausdehnung und Vereinnahmung ist der Weltmarkt.
(§ 27) Alles Schaffen und Bilden des Menschen ist eine Form der Kunst. Der Handel ist ihr Gegenteil, denn er ist nicht schöpferisch tätig, sondern verändert bloß die Relation der Vermögen: Das Plus des einen ist das Minus des anderen. Der Kaufmann ist in diesem Sinne der erste freie Mensch, da er hiermit einen abstrakten Zweck verfolgt und dieser Zweck selber erst mit der Gesellschaft zusammen entstanden ist. Mit diesem neuen Zweck (Profit) steht er frei von allen vorigen gemeinschaftlichen Bindungen und Verpflichtungen. Ähnliches gilt für den Gläubiger in seiner Funktion. Während die Kaufleute Vermittler des Austauschs sind, so sind Bankiers Vermittler der Vermittlung. Beider Berufsstände Tätigkeit kann als von einer Gemeinschaft willentlich Hervorgebrachtes gedacht werden. Dies aber nur, wenn man davon ausgehen könnte, dass ihr Profit dem Ganzen zukomme.
(§ 28) Faktisch bleibt allerdings immer der Widerspruch von Arbeit und Kapital wirksam. Den Kaufmann interessiert die Ware Arbeit an sich nicht, sondern er kauft sie, um sie wieder zu Geld zu machen. Über die Vermittlung von Ware kauft er also Geld mit Geld, wobei der einzige Zweck die Anhäufung des Geldes ist. Da sich über den Umweg der Ware aus Geld mehr Geld machen lässt, kann man sagen, dass sich das Geld von selbst vermehrt. Diese Selbstvermehrung wird dann als absoluter Zweck gedacht und das Handeln der Kaufleute danach eingerichtet. Dabei wird darauf geachtet, dass der Arbeiter nur die zum Erhalt seiner Arbeitskraft nötigen Ressourcen zugewiesen bekommt. Damit erscheinen die Kaufleute und Kapitalisten als die eigentlichen Herren der Gesellschaft, und die Gesellschaft scheint nur, um ihretwillen zu existieren. Dies ist jedoch nur nach ökonomischen Maßstäben so, während hingegen rechtlich alle Mitglieder der Gesellschaft als gleich gedacht werden und die gleichen Freiheiten haben.
(§ 29) Da der Arbeiter kein Kapital hat, kann er selbst keine Produktionsmittel kaufen. Um Geld zu verdienen, ist er also darauf angewiesen, seine einzige Ware, seine Arbeitskraft, auf dem Markt zu verkaufen. Hierzu ist er rechtlich frei, wenngleich ihn die Umstände zwingen, auf diese Weise zu leben: Zwar ist er beim Verkauf seiner Arbeitskraft selbst als freier Kaufmann anzusehen, allerdings muss er diese verkaufen, denn um zu überleben, ist er auf Geld angewiesen, was ihm den Erwerb von Konsumgütern (Lebensmitteln) ermöglicht. Faktisch vollzieht sich also kein Handel, sondern ein Tausch von Arbeitskraft gegen lebenserhaltende Mittel. Damit ist er selber nicht Subjekt des Handels (dies ist der Kaufmann), sondern erscheint dem Kaufmann lediglich als Ware, als einkaufbare Arbeitskraft. Konsumieren kann der Kaufmann diese besondere Ware nur, indem er sie in ein hergestelltes Produkt aufspeichert.
(§ 30) Vergleich mit anderen wirtschaftlichen Formen: Das Gutsherrentum, welches Land zur Pacht herausgibt, ist kein gewöhnlicher Handel, denn Land kann nicht wie eine Ware weggegeben werden. Es muss daher als Mittel gedacht werden – was eine große abstrakte Denkleistung darstellt. Für den Pächter entsteht allerdings eine harte Form der Abhängigkeit: Während ein gewöhnlicher Kunde, der betrogen wurde, den Verkäufer wechseln kann, ist diese Freiheit dem Pächter nicht gegeben. Er bleibt vom Gutsherren abhängig und kann von diesem ausgebeutet werden.
(§ 31) Auch die traditionelle Werkstatt des Handwerkers ist auf Handel ausgelegt. Während aber der städtische Handwerker durch einen festen Kundenstamm und Besitz an modernen Produktionsmitteln vor dem Zugriff des Kaufmanns gesichert ist, gilt dies nicht für ländliche Betriebe. Der Kaufmann wird sich also zunächst bei ihnen die Waren einkaufen und diese zu entfernten Absatzmärkten bringen. Außerdem wird er die zur Herstellung nötigen Rohstoffe an die Betriebe liefern. Nach und nach kann er dann dafür sorgen, dass diese sich ausdifferenzieren und auf bestimmte Produktionsabschnitte beschränken, um effizienter herzustellen. Dieser Prozess erfolgt (in Anlehnung an Marx’ Analyse) über drei Stufen: 1.) die einfache Kooperation 2.) die Manufaktur 3.) die maschinelle Großindustrie. Zugleich mit diesem Aufstieg des Handels und der Produktion wird dann der traditionelle Sektor der Landwirtschaft ebenfalls als Industriezweig angesehen, allerdings von geringerer Bedeutung. Damit ist das Produktions- und Handelssystem auf alle Wirtschaftsbereiche ausgeweitet und der Profit wird zum Zweck aller wirtschaftlichen Bestrebungen, auch der der Landwirtschaft.
(§ 32) Wie kommt es nun zur Vorherrschaft des Handels und der Kapitalisten? Im Zuge der Ausdifferenzierung der handwerklichen Werkstatt zum industriellen Betrieb braucht es jemanden, der die organisatorische Leitung übernimmt und jemanden, der das Kapital zum Erwerb der Produktionsgüter zuschießt. Dies kann zum einen der Meister selber sein oder ein Kaufmann, es kann aber auch beides in einer Person zusammenfallen. Für die vollendete Gesellschaft könnte man sagen, dass der gesamte Produktions- und Verteilungsprozeß durch eine einzige Person optimal geregelt wird.
(§ 33) In der Tauschgesellschaft kann alles zur Ware werden. Diese wird entweder nur durch den Handel verteilt oder vom Kaufmann selbst oder durch andere hervorgebracht. Aber nur, wenn er arbeiten lässt, kann er seiner Fabrikation eine beliebig große Ausdehnung geben.
(§ 34) Der Kaufmann, welcher Profit machen möchte, also Geld durch Geld vermehren (und welcher der Einzige ist, der es kann) hat hierzu zwei Möglichkeiten: Entweder beschränkt er sich auf den bloßen Handel von Waren, oder er steigt in die Produktion mit ein. Tut er letzteres, dann muss er Arbeitskraft hinzu kaufen. Die Arbeitskraft aber muss, wie jede andere Ware, bezahlt werden. Es stellt sich dann die Frage, wie daraus Profit zu schlagen sei.
(§ 35) Arbeitskräfte sind eine Ware, die nicht hergestellt werden kann, sondern beschränkt vorhanden ist. Diese Beschränkung bestimmt ihren Wert im Verhältnis zur Kaufkraft des Arbeitgebers, außerdem wird ihr Wert durch Spezialisierung gesteigert. Dieses potentielle Handelsverhältnis zwischen Arbeitgeber und -nehmer ist jedoch kein freies, denn der Arbeiter ist auf Lebensmittel und Wohnung angewiesen. Er muss eben seine Arbeitskraft verkaufen.
(§ 36) Auf Seiten des Kaufmanns besteht der Wunsch zur Profitmaximierung, weshalb er die Löhne möglichst niedrig halten möchte. Anders als der Arbeiter ist der Kaufmann aber nicht gezwungen, einen Handel Arbeitskraft-Geld einzugehen, er kann sein Geld zurückhalten. Hierdurch ist es ihm möglich, die Löhne auf ein notwendiges Minimum zur Erhaltung des bloßen Daseins zu beschränken. Die Lebenserhaltungskosten sind damit der natürliche Kostenpreis jeder Arbeit.
(§ 37) Der Wettbewerb führt zu Rationalisierung der Produktion, denn stellt einer seine Produkte günstiger als ein anderer her, so muss letzterer nachziehen und seine Produktionsweise anpassen, wenn er seine Produkte weiterhin auf dem Markt verkaufen möchte. Nun müssen aber einige Waren notwendigerweise produziert und verteilt werden. Geschieht dies durch Monopolisten, dann wäre davon auszugehen, dass es auf dem Markt nur noch die genaue Menge notwendiger Güter gibt. Es muss theoretisch dann zu einer solchen Monopolisierung kommen, wenn alle Produktionsprozesse maximal optimiert wurden und keine weitere Rationalisierung mehr möglich ist. Dann herrschen für alle Waren einer Gattung die gleichen Produktionsbedingungen. Nimmt man weiterhin an, dass natürliche Rohstoffe nicht eingekauft werden müssen, sondern kostenlos vorliegen, dann bleiben als einzige Kosten für die Herstellung eines Produkts die Arbeitskosten, und diese wären immer gleich. Dies wäre der End- und Ruhepunkt der Entwicklung des Weltmarktes.
(§ 38) Der Mehrwert ist die Differenz zwischen Einkaufspreis der Arbeitskräfte und Verkaufspreis des fertigen Produkts. Außer Sachwaren gibt es aber auch Dienstleistungen, in denen sich keine Arbeitszeit materialisiert hat. Daher wird ihr Wert nur als Preis, nämlich allein durch die Nachfrage, bestimmt. Alle Arbeitskräfte, die Waren hervorbringen, sind aber – anders als Dienstleister – nicht auf dem Warenmarkt anzutreffen, sondern auf dem Arbeitsmarkt. Der Arbeitsmarkt jedoch ist im Vergleich zum Warenmarkt ein versteckter. Denn Unternehmen kaufen die Arbeitskraft beliebig ein, der Arbeiter ist austauschbar, und so erscheint letztendlich das Unternehmen selbst als Urheber der Produkte und nicht mehr der Arbeiter. Während nämlich der Unternehmer den Produktionsprozess seinen Ideen und Vorstellungen entsprechend organisiert, wird dem Arbeiter nur ein Platz an der Maschine zugewiesen, der er sich anzupassen hat, und vor der er als Person bedeutungslos erscheint. Zwar bleibt natürlich jedes Produkt in der Realität auf individuell-menschliche Arbeitskraft angewiesen, aber wegen ihrer Austauschbarkeit erscheinen die Arbeiter nicht mehr als Urheber der Produkte und folglich auch nicht als deren legitime Besitzer – sondern der Unternehmer.
(§ 39) Auf dem Arbeitsmarkt werden die Arbeitskräfte angeboten, auf dem Warenmarkt die zur Produktion notwendigen Güter. Der Markt, auf welchem die Endverbraucher die produzierten Güter erwerben, heißt Krammarkt. Während bei der Produktion die Güter zur Herstellung in ein Zentrum gebracht werden, ist es die Aufgabe der Kaufleute, diese anschließend wieder in entgegengesetzte Bewegung an die Endverbraucher zu verteilen. Die von ihnen vorgenommene Verteilung der Konsumgüter kann als gesellschaftliche Dienstleistung aufgefasst werden.
(§ 40) Die wesentliche Struktur der Gesellschaft wird durch drei Akte beschrieben:
1. Einkauf von Arbeitskräften
2. Anwendung von Arbeitskräften
3. Verkauf von Arbeitskräften.

Subjekt dieser Akte, also der, welcher sie ausführt, oder wem sie dienen, ist die kapitalistische Klasse. Der Kapitalist kann die drei Akte seinem Wunsch gemäß vollziehen, er ist ganz-frei. Hingegen muss der Arbeiter Punkt drei in irgendeiner Form vollziehen, er ist darin nur halb-frei. Da in diesem System nur der Kapitalist ganz-frei ist, wird es vorwiegend die kapitalistische Klasse sein, die das System freudig befürwortet. Die Arbeiter erscheinen in ihm nur als formale Subjekte, d. h. sie sind zwar rechtlich und theoretisch freie Subjekte, ihren faktischen Lebensbedingungen nach jedoch durch Notwendigkeiten getrieben. Das ganze System basiert auf der als Ware gedachten Arbeitskraft, also einem willentlich durch alle Menschen akzeptierten Gedanken.
Dieser Wille wird als Tönnies’ Axiomatik im „Zweiten Buch“ von Gemeinschaft und Gesellschaft entfaltet („Wesenwille“/„Kürwille“).

## Rezeption
Während die Erstauflage nahezu ohne Echo blieb, wurde die zweite Auflage von 1912 ein großer Erfolg, da sich die nach ‚Gemeinschaften‘ suchende Jugendbewegung dieser Zeit auswirkte und das Werk sprichwörtlich machte. Nach 1933 verringerte sich die Rezeption schlagartig, da Tönnies sich vehement gegen Hitler gewandt hatte. Erst nach 1980 wurde das Werk wieder stärker wahrgenommen.
1924 griff Helmuth Plessner in seiner Schrift Grenzen der Gemeinschaft. Eine Kritik des sozialen Radikalismus das Thema wieder auf. Plessner begrüßt die Entwicklung hin zur Gesellschaft und kritisiert die Jugendbewegung seiner Zeit, die, an Tönnies anknüpfend, die gesellschaftlichen Verhältnisse zurück in die Gemeinschaft führen möchte.
Theodor Geiger bezeichnete nach dem Zweiten Weltkrieg die tönniesianische philosophisch fundierte Typologie als unklare Begriffsmetaphysik, die hauptsächlich auf den aus der deutschen Sprache entnommenen Wörtern beruhe. Dies sei ihm bei seinem Versuch deutlich geworden, den Text ins Dänische zu übersetzen. Im Nachhinein hielt er seine erste Abhandlung darüber für einen Versuch, aus den Trümmern einen Diamanten zu retten, der durch seine persönliche Sympathie für den Verfasser gesteuert worden sei. Dem folgte René König, der meinte, es tauche (bei ihm) „der Gedanke auf, ob wir uns nicht ausschließlich in verbalen Scheinproblemen herumdrehen, denen wir vielleicht viel näherkommen würden, wenn wir uns zu dem Eingeständnis entschließen wollten, daß im Deutschen – schon rein sprachlich besehen – die Worte Gemeinschaft und Gesellschaft weder entgegengesetzt noch gleich, sondern einfach unklarer und unentschiedener Zuordnung sind.“ Und es sei daher kaum ratsam „die Diskussion um die soziologischen Grundbegriffe von vornherein mit der untilgbaren Hypothek einer notorischen sprachlichen Unklarheit zu belasten, gegen die bisher die besten Köpfe vergeblich angegangen sind. In diesem Sinne wäre es wahrscheinlich der Sache dienlicher, wenn wir uns entschließen könnten, diese Begriffe überhaupt nicht mehr zu verwenden, [...]“ Peter Ruben deutete das als Aufgabe des Erkenntnisinteresses und lieferte eine materialistisch-ökonomische Bestimmung der Begriffe Gemeinschaft und Gesellschaft.

### Ausgaben
Die erste Auflage von Gemeinschaft und Gesellschaft erschien 1887 (Digitalisat und Volltext im Deutschen Textarchiv) und führte noch den Untertitel Abhandlung des Communismus und des Socialismus als empirischer Culturformen. Hieraus konnte der Leser schließen, dass für Tönnies der Kommunismus empirisch nur eine Kulturform der „Gemeinschaft“ sein konnte, z. B. als „Familien-“ oder „Klosterkommunismus“, hingegen der Sozialismus empirisch nur eine Kulturform der „Gesellschaft“, z. B. in der Arbeiterbewegung. Tönnies’ Wortwahl machte Konservative und Liberale ebenso misstrauisch, wie sie für marxistische Sozialisten unannehmbar war. Die zweite Auflage von 1912 und alle folgenden waren dann unverfänglicher mit Grundbegriffe der reinen Soziologie untertitelt.
Die dritte Auflage (1920) wurde von Tönnies außer der Begriffsänderung von „Willkür“ zu „Kürwillen“ inhaltlich kaum mehr geändert, aber bis zur achten Auflage 1935 versah Tönnies sein Werk mit stets neuen Vorreden, in denen er auf einschlägige Zeitdiskussionen Bezug nahm. 1935 stellte der erklärte und bereits verfolgte Gegner der Nazis aus politischer Vorsicht nur noch ein neues Vorwort voran, das auch in den gegenwärtig erhältlichen Ausgaben der Wissenschaftlichen Buchgesellschaft Darmstadt (letzte Auflage 2010) erscheint. In der kritischen „Ferdinand Tönnies Gesamtausgabe“ ist Gemeinschaft und Gesellschaft als Band 2 im Juni 2019 erschienen und berücksichtigt alle Vorreden.
- Ferdinand Tönnies: Gemeinschaft und Gesellschaft. Grundbegriffe der reinen Soziologie. Wissenschaftliche Buchgesellschaft, Darmstadt 2010.
- Ferdinand Tönnies: Gemeinschaft und Gesellschaft. Profil-Verlag, München/Wien 2017.
- Ferdinand Tönnies: Gemeinschaft und Gesellschaft. 1880-1935., hrsg. v. Bettina Clausen und Dieter Haselbach, De Gruyter, Berlin/Boston 2019 (Ferdinand Tönnies Gesamtausgabe, Band 2), ISBN 978-3-11-015835-9.

Klaus Lichtblau gab 2012 unter dem Titel Studien zu Gemeinschaft und Gesellschaft eine Textsammlung von Tönnies heraus, deren Beiträge mit enger Verbindung zu seinem Hauptwerk stehen.

### Sekundärliteratur
- Niall Bond: Sociology and ideology in Ferdinand Tönnies’ Gemeinschaft und Gesellschaft. Freiburg 1991 (Freiburg (Breisgau), Univ., Diss., 1991).
- Lars Clausen, Carsten Schlüter (Hrsg.): Hundert Jahre „Gemeinschaft und Gesellschaft“. Ferdinand Tönnies in der internationalen Diskussion. Leske + Budrich, Opladen 1991, ISBN 3-8100-0750-1.
- Sebastian Klauke: Zur linken Rezeptionsgeschichte von „Gemeinschaft und Gesellschaft“ bis 1936. Eine Spurensuche., In: Soziopolis, 15. September 2021.
- Manfred Lauermann: Das Schwanken des Sozialstaats zwischen Gemeinschaft und Gesellschaft. In: Uwe Carstens u. a.: Neuordnung der sozialen Leistungen. Ferdinand-Tönnies-Gesellschaft, Kiel 2006, ISBN 3-8334-6477-1, S. 111–158 (= Tönnies-Forum. Jg. 15, H. 1/2, 2006).
- Peter-Ulrich Merz-Benz: Tiefsinn und Scharfsinn. Ferdinand Tönnies' begriffliche Konstitution der Sozialwelt. Suhrkamp, Frankfurt am Main 1995.
- Frank Osterkamp: Gemeinschaft und Gesellschaft. Über die Schwierigkeit einen Unterschied zu machen. Zur Rekonstruktion des primären Theorieentwurfs von Ferdinand Tönnies. Duncker & Humblot, Berlin 2006, ISBN 3-428-11323-3 (= Beiträge zur Sozialforschung 10), (Zugleich: Kiel, Univ., Diss., 2001).
- Peter Ruben: Gemeinschaft und Gesellschaft – erneut betrachtet. In Dittmar Schorkovitz (Hrsg.): Ethnohistorische Wege und Lehrjahre eines Philosophen. Frankfurt 1995; Ders.: Grenzen der Gemeinschaft? In: Berliner Debatte Initial. 13/2002 Heft 1 (beide Aufsätze auch in http://www.peter-ruben.de/)
- Nele Schneidereit: Die Dialektik von Gemeinschaft und Gesellschaft. Grundbegriffe einer kritischen Sozialphilosophie. Akademie-Verlag, Berlin 2010, ISBN 978-3-05-004908-3. (= Politische Ideen 22), (Zugleich: Dresden, Univ., Diss., 2008)
- H. L. Stoltenberg: Wegweiser durch Tönnies’ Gemeinschaft und Gesellschaft. K. Curtius, Berlin 1919 (Die knappste, aber klare Übersicht).
- Swiss Journal of Sociology: Community and Society in the Discourse of Modern Sociology. Essays in Honour of Ferdinand Tönnies on the Occasion of his 150th Birthday (mit Beiträgen von Albert Salomon, Peter-Ulrich Merz-Benz, Gerhard Wagner, Stefan Bertschi), Bd. 32, 2005, H. 1.